# 1275 âmes
1275 âmes ou Pottsville, 1280 habitants (titre original : Pop. 1280) est un roman policier de Jim Thompson, paru en 1964.

## Résumé
Shérif de Potts County, l'un des plus petits comtés du Texas, Nick Corey est également le narrateur du récit qui se déroule dans la seconde moitié des années 1910.
Pottsville, localité de 1280 âmes, est heureuse d'avoir élu son shérif : un homme débonnaire, certes un peu simpliste, mais très accommodant. L'intéressé ne se présente d'ailleurs pas autrement au lecteur. Le récit illustre bientôt combien Corey est à ce point inoffensif, que les habitants n'en font qu'à leur tête. Ils bafouent la loi sans vergogne et, si le shérif se présente pour rétablir l'ordre, il est humilié lors de scènes publiques qui ressemblent à de grosses farces.
Aux ennuis de son travail de policier s'ajoutent la situation conjugale peu reluisante de Corey, puisque sa femme et son beau-frère ont des relations intimes au vu et au su de toute la ville.
Et voilà que les prochaines élections s'annoncent sous un mauvais jour. Un solide candidat, qui plaît à une partie de l'électorat, brigue le poste de shérif. Certes, Nick Corey ne perd pas son sens de l'humour et sa vision optimiste de la vie, mais alors même qu'il continue de livrer ce discours gentillet, il se met à tuer méthodiquement tous ceux qui le gênent ou l'ennuient depuis longtemps.

## Particularités du roman
1275 âmes reprend le thème du tueur en série, également agent de l'ordre, déjà traité par Thompson dans Le Démon dans ma peau. Ici, l'auteur approfondit la plongée dans l'âme criminelle et le nihilisme fondamental qui l'anime. En outre, la veine humoristique et satirique de ce roman noir atteint son apogée. « Sous les traits d'une farce bouffonne, Jim Thompson dissèque l'abomination de la condition humaine ». Selon Claude Mesplède, « ce roman de Jim Thompson est un pur chef-d'œuvre d'amoralité, de dérision et de noirceur ».

## Éditions françaises
- Le roman est traduit et préfacé en France par Marcel Duhamel. Outre le titre français 1275 âmes qui réduit la ville de 5 habitants par rapport au titre original, la traduction française exerce des coupes dans le texte original.

Éditions Gallimard, coll. « Série noire » no 1000, 1966
Rééditions du texte tronqué :
Éditions Gallimard, coll. « Carré noir » no 337, 1980
Éditions Gallimard, coll. « Bibliothèque noire », 1988 (volume incluant Le Lien conjugal et Des cliques et des cloaques)
Éditions Gallimard, coll. « Folio » no 1953, 1988
Éditions Gallimard, coll. « Folio policier » no 26, 1998
Éditions Gallimard, coll. « Série noire » no 2391, 1995
- Nouvelle traduction intégrale de Jean-Paul Gratias sous le titre Pottsville, 1280 habitants

Éditions Payot & Rivages, coll. « Rivages/Noir » no 1013, 2016

## Adaptation cinématographique
- 1981 : Coup de torchon, film français réalisé par Bertrand Tavernier, avec Philippe Noiret, Isabelle Huppert et Stephane Audran. Le scénario, tiré du roman de Thompson par Jean Aurenche et Tavernier, déplace l'action dans l'Afrique coloniale à la veille de la Seconde Guerre mondiale.

## Sources
- Claude Mesplède (dir.), Dictionnaire des littératures policières, vol. 2 : J - Z, Nantes, Joseph K, coll. « Temps noir », 2007, 1086 p. (ISBN 978-2-910-68645-1, OCLC 315873361), p. 364.
- (fr) Benoît Tadié, Le Polar américain, la modernité et le mal, éd. Presses universitaires de France (PUF), 2006.
- (en) Crime Novels: American Noir of the 1950s, coll. Literary Classics of the United States, éd. The Library of America, New York, 1997,  (ISBN 1-883011-49-3).